# Erromenus basimacula
Erromenus basimacula är en stekelart som beskrevs av Henry Keith Townes, Jr. och Gupta 1992. Erromenus basimacula ingår i släktet Erromenus och familjen brokparasitsteklar. Inga underarter finns listade i Catalogue of Life.